# Fotini Ladaki
Fotini Ladaki (* 20. Januar 1952 in Griechenland; † 2. Juni 2022) war eine deutsche Psychoanalytikerin und freie Autorin aus Köln.

## Leben und Werk in der Psychoanalyse
Fotini Ladaki wurde im Osten von Makedonien (Griechenland) geboren. Ihre Schulzeit verbrachte sie in der Stadt Kavala. 1970, während der Militärdiktatur der Obristen, absolvierte sie das Gymnasium und wanderte anschließend nach Deutschland aus. In Köln studierte sie Psychologie, unter anderem bei Wilhelm Salber. Ihre psychoanalytische Ausbildung absolvierte sie an der Deutschen Akademie für Psychoanalyse in Düsseldorf und Berlin. Sie war niedergelassene Psychoanalytikerin in Köln und praktizierte die Psychoanalyse nach Freud und Lacan. Sie war zudem als freie Autorin tätig.

## Werke (Auswahl)
- Aspasia Bikaki. Naive Kunst in Griechenland. Edition Thimeli, Athen 2003.
- Moritz. Der Schrecken des Sehens als Daseinserfahrung. Edition Thimeli, Athen 2004, ISBN 960-7-580-109.
- Lacan und sein Figaro. Passagen Verlag, Wien 2009, ISBN 978-3-851-65901-6.
- Freud kam nach Parl-Dora. Passagen Verlag, Wien 2012, ISBN 978-3-851-65976-4.
- Die Lüge und der Krebs. Psychoanalytische Gedanken-Striche. Passagen Verlag, Wien 2015, ISBN 978-3-709-20180-0.
- Zeus Avatare. Passagen Verlag, Wien 2016, ISBN 978-3-709-20206-7.
- Die Stimme Gottes in der Psychoanalyse. Passagen Verlag, Wien 2019, ISBN 978-3-709-20366-8.

## Theaterstücke
- Weiß die Nacht – Wer hat Angst vorm Judenfisch. Passagen Verlag, Wien 2010, ISBN 978-3-851-65928-3.